# Podporożje (stacja kolejowa)
Podporożje (ros. Подпорожье) – stacja kolejowa w miejscowości Podporożje, w rejonie podporożskim, w obwodzie leningradzkim, w Rosji. Położona jest na linii Wołchow - Murmańsk.